# Paradelia ventribarbata
Paradelia ventribarbata är en tvåvingeart som beskrevs av Griffiths 1987. Paradelia ventribarbata ingår i släktet Paradelia och familjen blomsterflugor. Inga underarter finns listade i Catalogue of Life.